# Leiotulus
Leiotulus là chi thực vật có hoa trong họ Apiaceae.